# Adolf Januszkiewicz
Adolf Januszkiewicz (ur. 9 czerwca 1803 w Nieświeżu, zm. 19 czerwca 1857 w majątku Dziahilna) – polski poeta, powstaniec listopadowy, brat Eustachego.
Uczył się u dominikanów w Nieświeżu, potem w gimnazjum w Winnicy na Podolu. W latach 1821–1823 był słuchaczem Oddziału Literackiego Uniwersytetu Wileńskiego; należał do kręgu bliskiemu filaretom. Pisywał wiersze, które ogłaszał w periodykach wileńskich. Debiutował w r. 1821 sentymentalną dumą Meliton i Ewelinaw „Dzienniku Wileńskim”. Należał do wielbicieli Adama Mickiewicza i popularyzował jego poezję na Podolu. Mieszkał w Kamieńcu Podolskim oraz w majątku rodzinnym Dziahylnia. W r. 1826 został deputatem Sądu Głównego Izby Cywilnej w Kamieńcu Podolskim. Z funkcji tej zrezygnował wiosną 1829 r. z powodu choroby i wyjechał na kurację za granicę; przebywał w Karlsbadzie, Niemczech, południowej Francji i Włoszech. W Rzymie spotykał się z A. Mickiewiczem, a także z Antonim Edwardem Odyńcem. We wrześniu 1830 r. powrócił do kraju. Uczestniczył w powstaniu listopadowym; ranny dostał się do niewoli. Wyrokiem sądu z 4 marca 1832 r. został skazany na karę śmierci przez powieszenie, wyrok zamieniono na zesłanie na Syberię, utratę szlachectwa i konfiskatę majątku. Zesłany został do Tobolska, następnie w r. 1833 do wsi Żelakowa pod Iszymem. w r. 1835 przeniósł się do Iszyma, gdzie zawarł przyjaźń z Gustawem Zielińskim. Gromadził tam przysłane z kraju książki, jego dom stał się miejscem spotkań zesłańców. w l. 1839-1840 tłumaczył „Historię podbicia Anglii przez Normanów” Augustina Thierry’ego; interesował się także bieżącym życiem literackim Polski i Europy. W sierpniu 1841 r. przeniósł się do Omska. Od stycznia 1842 r. pracował w kancelarii Pogranicznego Naczelnika Sybirskich Kirgizów; został sekretarzem komitetu do ułożenia projektu praw kirgiskich. Odbywał podróże w stepy Kazachstanu; interesował się również folklorem kazachskim. Podczas wyprawy w 1846 r. prowadził dokładny Dziennik podróży po Syberii. W r. 1853 przeniósł się do Niżnego Tagilska w guberni permskiej, gdzie zajął się biblioteką i ogrodem hrabiego Anatola Demidowa, właściciela kopalni uralskich. Ułaskawiony w r. 1856 powrócił do kraju ciężko chory na gruźlicę.